# Daktylarióza drůbeže
Daktylarióza je sporadicky se vyskytující systémové mykotické onemocnění drůbeže, charakterizované u kura domácího a krůt nervovými příznaky, které jsou někdy komplikovány plicními změnami připomínajícími aspergilózu. Poprvé byla daktylarióza popsána u kura domácího Ranckem et al. (1974), kteří také izolovali původce a nemoc experimentálně reprodukovali. Onemocnění bylo zatím pozorováno v USA, Austrálii a Skotsku.

## Příčiny nemoci (etiologie)
Příčinným agens je termofilní plíseň Dactylaria gallopava. Roste dobře při teplotě 25 i 37 °C, ale optimální teplotou pro její růst je 45 °C. Hyfy jsou hnědé, v průměru měří 1,2-2,4 µm, a nesou dvě prstovité konidie (3-5 x 12-16 µm) na krátkém jemném nosiči. Po 2-5 dnech kultivace na plísňovém médiu vznikají kulaté, hnědé, sametové kolonie s červeným dvorcem. Identifikace se provádí podle mikroskopické morfologie plísně a podle morfologie kolonií. 

## Vznik a šíření nemoci (epizootologie)
Daktylarióza byla zatím zaznamenána jen u mladých kuřat a krůťat. K infekci dochází vzdušnou cestou. D. gallopava preferuje prostředí s vysokou teplotou (> 45 °C) a při nízkém pH (< 5), což jsou podmínky existující např. v podestýlce, zejména obsahuje-li dřevěné hobliny nebo piliny. Kontaminovaná podestýlka je také nejčastějším zdrojem infekce. Plíseň je také schopna prorůstat přes vaječnou skořápku, takže může být zavlečena i do líhní.
Po vdechnutí spor dochází k jejich rozsevu krevní cestou do CNS a vzniku onemocnění.

## Projevy nemoci (symptomatologie)
Inkubační doba po experimentální intratracheální infekci je 6 dní.
K výskytům daktylariózy dochází obvykle mezi 1. až 5. týdnem života kuřat a krůťat. Mortalita a morbidita se pohybují v rozmezí mezi 3-20 %.
Poškození CNS se projevuje tremorem, tortikolis (stočením hlavy k jedné straně krku), nekoordinovanými pohyby a paralýzou. Při delším průběhu se mohou vyskytovat panoftalmie (zánět celého očního bulbu)až oslepnutí. V ojedinělých případech se objevují dýchací potíže připomínající aspergilózu.
Pitevně se nacházejí šedožluté, dobře ohraničené okrsky nekrózy na mozku, mozečku i plenách mozkových. 

## Diagnostika
Klinický ani patologický nález není dostačují ke stanovení diagnózy. Progresivní nervové příznaky se vyskytují i u encefalomalacie, Newcastleské nemoci, bakteriálních i aspergilózních encefalitid, aviární encefalomyelitidy, dále při botulismu, arizonóze a mykotoxikózách. Proto je nutný přímý mikroskopický nebo histologický průkaz plísňového mycelia v postižených tkáních, doplněný izolací a identifikací původce.

## Terapie a prevence
Účinná terapie zatím není známa. Vzhledem k tomu, že vlhká kontaminovaná podestýlka bývá hlavním zdrojem infekce, spočívají preventivní opatření zejména v kontrole její nezávadnosti a udržování v dobrém stavu, společně s obvyklými protinákazovými opatřeními v chovu.